# Останній гейм
«Останній гейм» — радянський художній фільм 1981 року, знятий Кіностудією ім. О. Довженка. Фільм вийшов в прокат в УРСР у 1981 році з українським дубляжем від Кіностудії Довженка.

## Сюжет
За мотивами повісті Юрія Теппера «Поразка». Після довгої відсутності, Ігор Балагура повертається в рідне місто. Дізнавшись про самогубство свого друга Стаса Оленича, багатообіцяючого вченого і талановитого тенісиста, герой починає власне розслідування…

## У ролях
- Віктор Сарайкін — Ігор Балагура
- Олена Габець — Наталка, студентка, подруга Стаса, дочка професора Донцова
- Микола Гринько — Вікентій Ілліч Оленич, батько Стаса, полковник
- Всеволод Гаврилов — Володимир Сергійович Малаш, дитячий тренер, в минулому чемпіон Європи та СРСР
- Сергій Підгорний — Віктор Аверін, слідчий прокуратури
- Олександр Задніпровський — Стас Оленич
- Володимир Доброскок — Олексій, тенісист
- Людмила Іванова — Ніна Петрівна, сусідка Оленичів (озвучена іншою актрисою)
- Микола Досенко — Андрій Олексійович Верховський, завідувач лабораторії
- Євген Паперний — Георгій, приятель Стаса
- Микола Гудзь — епізод
- Михайло Драновський — лікар
- Олена Максимова — епізод
- Павло Морозенко — шеф
- Роман Сивохін — епізод
- Алім Федоринський — шофер Донцова

## Знімальна група
- Режисер-постановник — Юлій Слупський
- Сценаристи — Володимир Чорний, Юлій Слупський
- Оператор-постановник — Василь Курач
- Композитор — Ігор Поклад
- Художники-постановники — Олександр Вдовиченко, Михайло Юферов
- Оператор комбінованих зйомок — Павло Король
- Редактор — Катерина Шандибіна
- Директор картини — Михайло Костюковський